# Gare de Kentish Town West
Kentish Town West est une gare du réseau du London Overground située dans le borough londonien de Camden. Elle est en zone 2. La gare se trouve non loin de la station Kentish Town sur la Northern line du métro de Londres.

## Histoire
La gare ouvre le 1er avril 1867 sous le nom de Kentish Town puis est renommée en Kentish Town West le 2 juin 1924 et fermée après un grave incendie le 18 avril 1971. Malgré l'annonce faite en 1976 que la station ne rouvrirait pas, elle sera reconstruite et rouvre le 5 octobre 1981 sous British Rail.